# Pfettrach (Altdorf)
Pfettrach ist ein Gemeindeteil des Marktes Altdorf im niederbayerischen Landkreis Landshut. Weiter gefasst bezieht sich der Begriff auf die 1971 eingegliederte Gemeinde und heutige Gemarkung gleichen Namens.

## Geographie
Das Pfarrdorf Pfettrach befindet sich etwa drei Kilometer nordwestlich des Zentrums von Altdorf auf 413 m ü. NN. Von Nordwesten nach Südosten fließt der namensgebende Bach Pfettrach, der von Unterneuhausen in die Isar bei Landshut fließt, am Ort vorbei. Umliegende Orte sind Arth und Ganslberg sowie Altdorf. Durch Pfettrach verläuft die Kreisstraße LA 29, die die Verbindung mit der Bundesstraße 299 herstellt. Die Bundesstraße verläuft als Umgehungsstraße für Pfettrach nordöstlich der Bebauungsgrenze entlang. Über die Bundesstraße 299 sind Altdorf und Weihmichl zu erreichen. Sie hat zudem mit der Bundesautobahn 92, die östlich von Pfettrach verläuft, die Anschlussstelle Altdorf. Die Autobahn verbindet München mit Landshut und Deggendorf.

## Geschichte

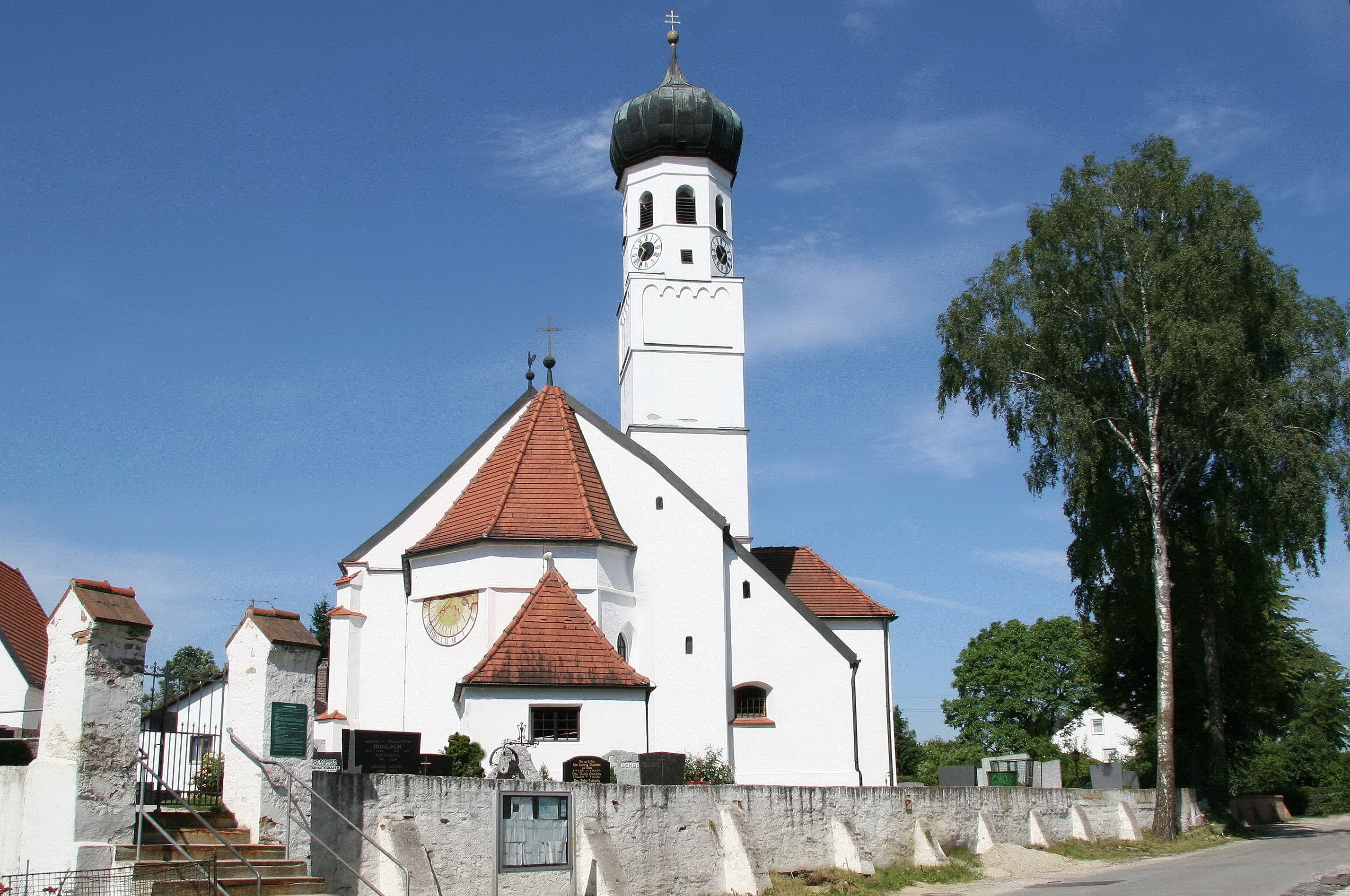
Kirche St. Othmar

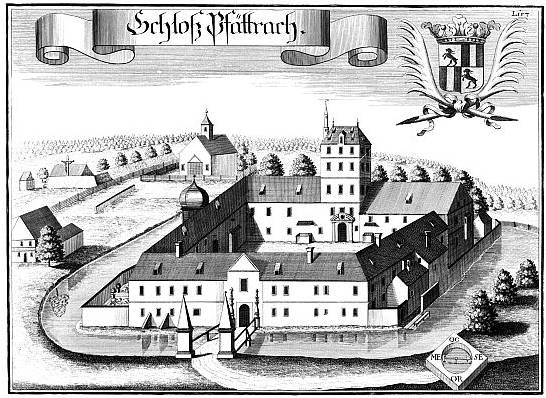
Schloss Pfettrach auf einem Kupferstich von Michael Wening (frühes 18. Jahrhundert)

Antike Funde zeigen, dass die Region bereits in prähistorischer Zeit besiedelt wurde, das Aldhochhaus-Museum bei Ganslberg zeigt entsprechende Funde. 789 wurde der Ort erstmals in einer Schriftquelle erwähnt. Eine nächst spätere Nennung in einem Übergabebuch des Klosters Mondsee datiert um das Jahr 800 als Phetarah.
Die am 17. Mai 1818 durch das revidierte Gemeindeedikt gebildete Gemeinde Pfettrach wurde im Rahmen einer Gebietsreform zum 1. Januar 1971 zusammen mit der Gemeinde Eugenbach nach Altdorf eingegliedert. Nicht realisierte Planungen sahen um 1870 eine Vereinigung von Eugenbach, Pfettrach, Münchnerau und Altdorf zur Bürgermeisterei Altdorf vor.
Im Jahr 1848 erlangten die Pfettracher Bauern Unabhängigkeit vom Patrimonialgericht des Grafen Philipp Aloys Erasmus von Deroy. Dieser hatte um 1840 das Schloss Pfettrach abreißen lassen. Das erste Schulhaus entstand im Jahr 1885, davor fand der Schulunterricht in Altdorf statt. Sie wurde zwischen 1952 und 1972 wieder geschlossen, der Unterricht wieder in das neu errichtete Schulzentrum in Altdorf verlagert.
Im Ersten Weltkrieg starben 29 Männer aus Pfettrach beim militärischen Einsatz. Nach dem Zweiten Weltkrieg, der aus Eugenbach, Altdorf und Pfettrach insgesamt 184 Menschenleben forderte, stieg die Einwohnerzahl des Ortes durch Zuzüge von Vertriebenen, Menschen aus zerstörten Städten und aus der Sowjetischen Besatzungszone sprunghaft an.

### Einwohner
Im Jahr 1869 lebten 329 Menschen in Pfettrach, mit dem Stand von 2011 beträgt die Einwohnerzahl etwa 1500.

## Wirtschaft und Infrastruktur
Die soziale Struktur ist geprägt von alteingesessenen Landwirtschaftsbetrieben sowie jungen Familien, die sich aufgrund der gut ausgebauten Infrastruktur, wie Schulen, Kindergärten und Einkaufsmöglichkeiten, niederlassen.

### Energie

#### Windkraft
Im April 2013 befand sich der Markt Altdorf im Verfahren zur Änderung des Flächennutzungsplanes, um Konzentrationszonen für die Windkraftnutzung auszuweisen. Nach der November 2014 vorliegenden Baugenehmigung war 2015/2016 im Rahmen eines Bürgerbeteiligungsmodells die Errichtung von zwei 180 bzw. 200 m hohen Windrädern in einem Waldgebiet bei Heindlfeld gelegen zur Versorgung von 3.000 Haushalten vorgesehen.
Gegen den Bau der Windräder formierte sich Widerstand in Form der Bürgerinitiative Gegenwind. Vor Gericht kämpfte der Verein für Landschaftspflege & Artenschutz dagegen. Nach mehrinstanzlichen, gerichtlichen Auseinandersetzungen um die Anwendbarkeit der 10H-Regel wird im Frühjahr 2020 durch die EnBW ein Windrad bei Pfettrach gebaut[veraltet].

## Kultur und Sehenswürdigkeiten

### Freizeit und Sport
Der SC Pfettrach veranstaltet jährlich den Pfettrachtaler Lauf, (Halb-)Marathon mit Transpondermessung und Mountainbiketrail.
Durch das Pfettrachtal führen ausgedehnte Wander- und Radwege, gepflegt durch den Bayerischer-Wald-Verein Sektion Landshut.

### Baudenkmäler
Das Bayerische Landesamt für Denkmalpflege führt 4 historische Gebäude auf.

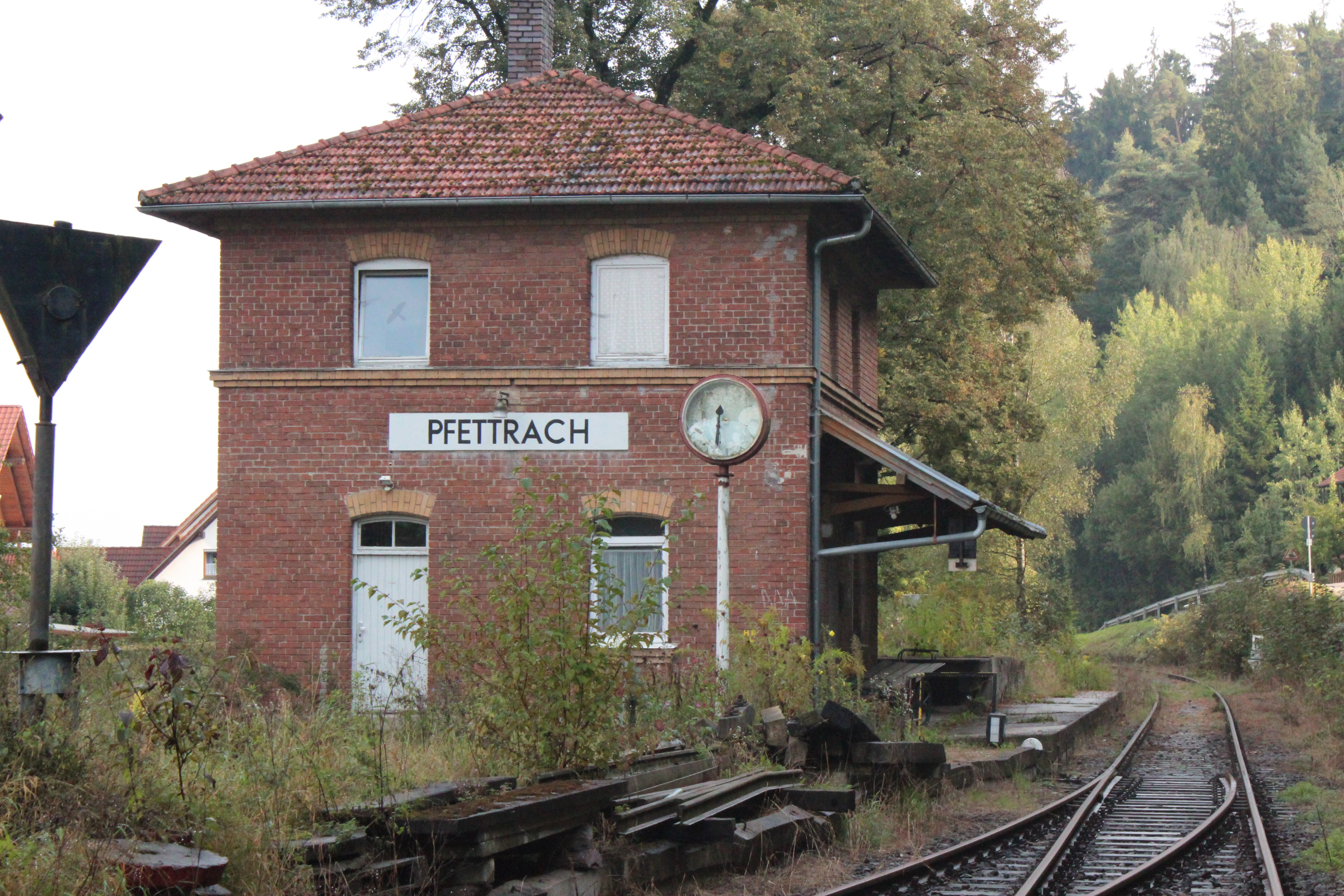
Bahnhofsgebäude

Die 1998 stillgelegte Eisenbahnstrecke zwischen Landshut und Rottenburg wurde 2012 wieder für Museumsbahnfahrten eröffnet. Sie beförderte seit Anfang des 20. Jahrhunderts Arbeiter und Rohstoffe und war ein wichtiger Transportweg in diesem ländlichen Gebiet. Das alte Bahnhofsgebäude steht unter Denkmalschutz und wurde mit drei weiteren Pfettracher Bauwerken, darunter die katholische Kuratiekirche St. Othmar und ein ehemaliges Wirtschaftsgebäude des Pfettracher Schlosses, in die Liste der Baudenkmäler in Altdorf aufgenommen.